# マークシート

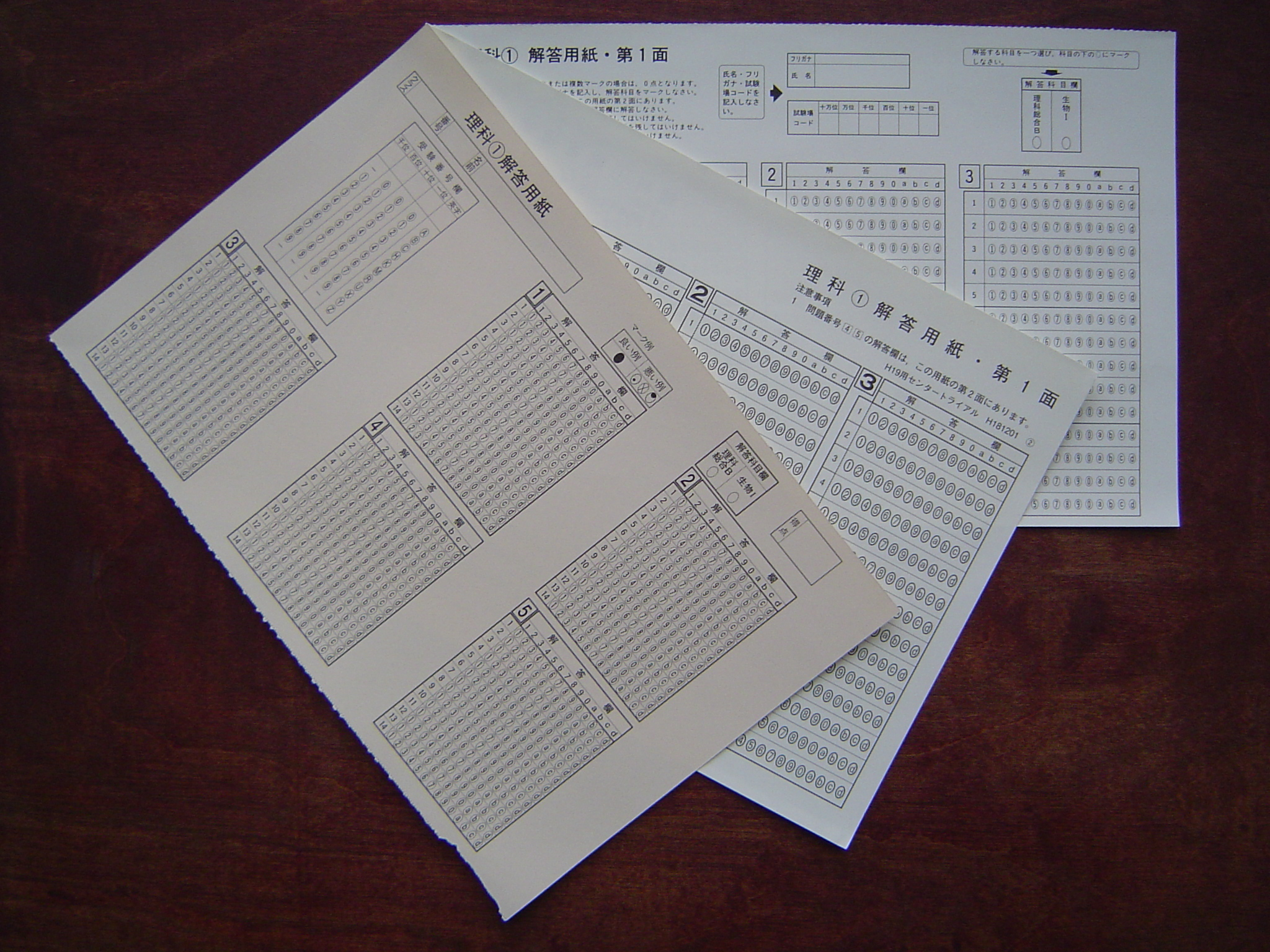
マークシートの例

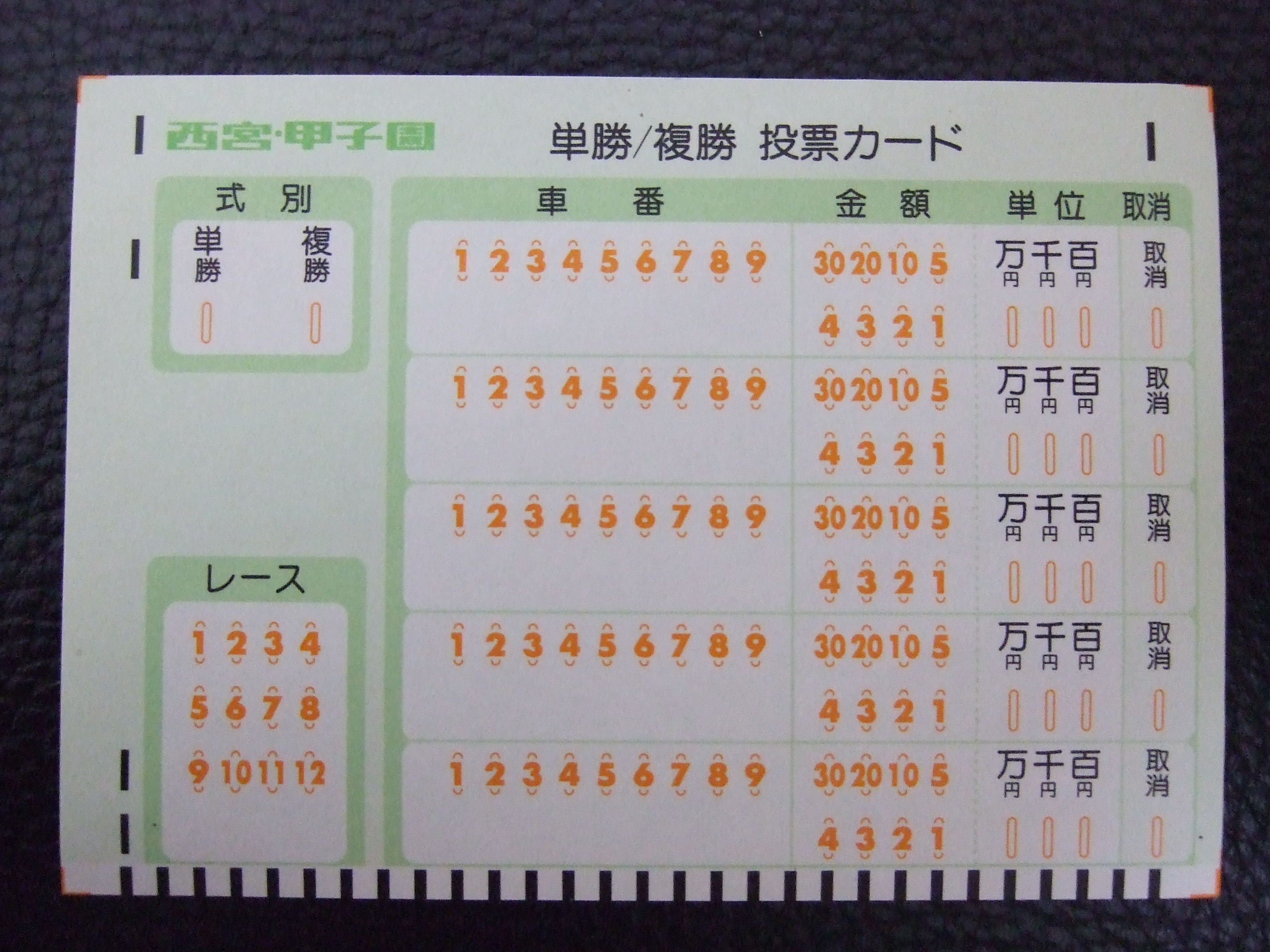
西宮競輪場・甲子園競輪場マークカード 単勝・複勝

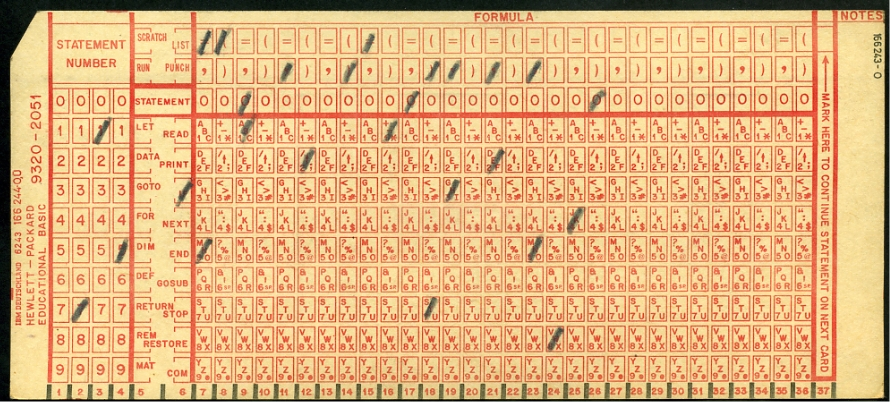
パンチカード関連

マークシートとは、鉛筆などで塗りつぶすための箇所が印刷され、その箇所を機械に読み取らせるように作られた紙である。マークカードとも呼ばれる。
大学入学共通テストを初めとする入学試験、公務員試験や民間企業の採用試験における適性検査、運転免許（日本をはじめとした一部の国と地域）などの資格試験、公営競技の投票券、数字選択式の宝くじやスポーツ振興くじの購入、電子投票、アンケートなどに用いられる。マークシートを用いた記入方法や試験方法はマークシート方式と呼ばれ、またマークシート式、マーク式、マークセンス式と呼ばれることもある。
マークシートおよびその読み取り装置は試験の採点のために開発され、パンチカード作成にも利用されるようになった。マークシートはコンピューターへのデータやプログラムの入力などに利用されることがある。
なおマークシートは和製英語であり、英語ではシートを読み取る処理がoptical mark recognition（OMR:光学式マーク認識）と呼ばれることから「OMR sheet」、「OMR form」、特に解答用紙であるものを「OMR answer sheet」、「optical answer sheet」と呼ぶ。また、円形および楕円形の塗りつぶす欄が「Bubble」（泡）と呼ばれることから、「bubble sheet」、解答用紙であるものを「bubble answer sheet」と呼ぶ。IBMによる商用名である「mark sense card」と呼ばれることもある。

## 歴史
1931年、アメリカ合衆国ミシガン州Ironwoodの高等学校の物理学の教師であるReynold B. Johnsonが、彼の生徒の試験を採点する電気装置の実験を始めた。その装置は、小さな電気回路を用いて解答用紙の上の鉛筆でつけたマークを検出するものであった。同時期、コロンビア大学教授でIBMの顧問であるBenjamin Woodが異なる方法で試験の採点を機械化することを模索していた。Woodはマークが薄いほど採点が不正確になることで苦闘していた。一方Johnsonは鉛筆のマークの多様さがもはや問題とならないような電気回路を製作し解決した。
1934年、JohnsonはWoodに彼の装置の設計の説明を送り、Woodの推薦によってJohnsonはIBM Endicott Engineering Laboratoryに採用され、自動採点装置の開発に取り掛かった。
1937年、IBMから初めて自動採点装置「IBM® 805 Test Scoring Machine」が販売された。この装置の利用にあたっては、IBMにより「mark sense」カードと名付けられた用紙が使用された。用紙の上には750箇所の解答欄があり、IBM 805はそれに対応する750個の接触板を利用して鉛筆の芯の黒鉛の電気伝導性を感知した。
この装置が最初に大規模に利用されたのは、販売前の1936年、New York Regentsでの試験であった。それに続く10年間に、SAT（大学進学適性試験）の管理団体でTOEFLやTOEICの開発元であるEducational Testing Service (ETS) が、このIBM 805の技術の使用を率先して行った。第二次世界大戦中には、新兵の配属先を決める多くの試験がこの装置を使用して電気的に採点された。
1962年、IBMは電気伝導性感知方式にとって替わる光学式マーク認識 (OMR) を利用した採点装置である「IBM 1230 optical mark scoring reader」を開発し、1963年、IBM 805の販売は終了となった。IBMによる商用名である「mark sense」はエレクトログラフ (electrograph) の形式やシステムのための名称であったが、OMRとエレクトログラフのどちらの技術にも使われる用語となった。
一方、同社の複数の機器を組み合わせることで、パンチカードをキーパンチ装置 (keypunch machine) を使用せずマークシートによって作成することが可能となった。
日本では、1969年に立教大学が入学試験に記述式と併用する形で導入した。

## 特徴
鉛筆などで塗りつぶす記入欄が用紙に印刷されており、また読み取る位置を正確に機械に認識させるための指標となる印が用紙の一部に印刷されている。用紙の隅に切り欠きがあることがあり、この場合は読み取りの際に重ねられたマークシートの中で、向きや表裏が正しくないものを人が確認できる。読み取りには光学式マーク読取装置（OMR scanner <optical mark recognition scanner>、あるいはoptical mark reader）が用いられる。読み取り時の光の乱反射による誤読を防ぐために白色度の低い紙が用いられる。

## 記入方法
- 指定された領域を筆記具で塗りつぶす。記入の仕方によっては読み取れないことがある。塗りつぶし方の凡例が用紙に示されていることがある。
- 塗りつぶす筆記具の種類が指定されることがある。例としては指定された芯の硬度の鉛筆を使用する。
- 記入したマークを消去する際に、プラスチック製消しゴムを用いることを推奨されることがある。マークが薄いまたはマーク消去が不十分で跡が残っていると、エラーになることもある。

## 事件
2024年9月、早稲田大学政治経済学部の教授がマークシート方式の試験で回答できないときに勘で記入することを不正とみなし、不正とみなしたものを無効(一律0点)にする扱いをし、結果不正行為とみなされた103人の生徒が単位を落とすこととなった。その後、早稲田大学が当該の教授に厳重注意をし、マーク通りに採点しなおした。